# 東京クロージング
東京クロージング株式会社（とうきょうクロージング）は、埼玉県幸手市に本社を置いていた洋服のメーカーである。東日本最大級の縫製工場であった。背広、礼服、ジャケット、コート、ワンピース等を取り扱っており、オーダーメードも行っている。
2015年7月に生産を終了し、年末までに株主総会の決議により解散している。

## 沿革
- 1960年（昭和35年）2月 - 設立。
- 2015年（平成27年）7月 - 生産終了。年末までに臨時株主総会で解散を決議。
- 2018年（平成30年）9月 - 清算結了。

## 工場
- 幸手本部工場（埼玉県幸手市）
- 東京工場（東京都台東区）
- 宇都宮工場（栃木県宇都宮市）
- 茨城工場（茨城県猿島郡境町）
- 山形工場（山形県新庄市）
- 秋田工場（秋田県大仙市）

## 関連会社
- 東京クロージング茨城
- 東京クロージング山形
- 東京クロージング秋田